# Huangtong (köpinghuvudort i Kina, Hainan Sheng, lat 19,84, long 109,84)
Huangtong är en köpinghuvudort i Kina. Den ligger i provinsen Hainan, i den södra delen av landet, omkring 57 kilometer sydväst om provinshuvudstaden Haikou. Antalet invånare är 19 753. Befolkningen består av 9 067 kvinnor och 10 686 män. Barn under 15 år utgör 25,0 %, vuxna 15-64 år 65 %, och äldre över 65 år 8,0 %.
Runt Huangtong är det ganska tätbefolkat, med 239 invånare per kvadratkilometer. Närmaste större samhälle är Lincheng, 18,4 km väster om Huangtong. I omgivningarna runt Huangtong växer huvudsakligen savannskog.
Genomsnittlig årsnederbörd är 2 661 millimeter. Den regnigaste månaden är juli, med i genomsnitt 450 mm nederbörd, och den torraste är januari, med 24 mm nederbörd.